# النيابة الملكية على بيرو
كانت النيابة الملكية على بيرو منطقة إقليمية إدارية تابعة للإمبراطورية الإسبانية، تأسست عام 1542، وقد كانت تتألف في الأصل من البيرو الحديثة ومعظم أمريكا الجنوبية الخاضعة للحكم الإسباني، وقد كانت تُدار من العاصمة ليما. كانت البيرو واحدة من اثنتين من النيابات الملكية الإسبانية في الأمريكيتين من القرن السادس عشر إلى القرن الثامن عشر.
لم يقاوم الإسبانيون التمدد البرتغالي في البرازيل عبر خط التنصيف الذي وُضع نتيجةً لمعاهدة تورديسيلاس. أصبحت المعاهدة عديمة القيمة بين عامي 1580 و1640 حين كانت إسبانيا تسيطر على البرتغال. قلل تأسيس نيابات غرناطة الجديدة وريو دي لا بلاتا (في فترة اتساع أراضي البيرو) الملكية في القرن الثامن عشر من أهمية ليما، وحوّل تجارة الأنديز المربحة إلى بوينس آيرس، في حين سارع انهيار إنتاج المعادن والنسيج في التدهور التدريجي للنيابة الملكية في البيرو. انحلت النيابة الملكية في نهاية المطاف، مع معظم الإمبراطورية الإسبانية، حين واجهت حركات الاستقلال الوطنية في بدايات القرن التاسع عشر. أدت هذه الحركات إلى تأسيس دولة البيرو الحديثة، حالها حال تشيلي وكولومبيا وبنما والإكوادور وبوليفيا والباراغواي والأوروغواي والأرجنتين وغيانا، وهي الأراضي التي شكلت في وقت ما النيابةَ الملكية على البيرو.

## التاريخ

### الاستكشافات والمستوطنات
بعد الغزو الإسباني (1532-1537)، تشكلت أول أودنيسيا (محكمة استئناف) على يد لوبيه غارسيا دي كاسترو (1516-1576)، وهو إداري استعماري إسباني، كان عضوًا في مجلس الهند وأودنيسيات بنما وليما.
كان دي كاسترو نائب الملك المؤقت في البيرو بدايةً من 2 سبتمبر 1564 حتى 26 نوفمبر 1569. في عام 1542، أسس الإسبان النيابة الملكية على نيو كاستل (قشتالة الجديدة)، التي أُطلق عليها بعد فترة قصيرة اسم النيابة الملكية على البيرو.
في عام 1544، عيّن حاكم الإمبراطورية الرومانية المقدسة -تشارلز الخامس- بلاسكو نويز فيلا نائب ملك أول على البيرو، غير أن النيابة الملكية نفسها لم تُنظم حتى وصول نائب الملك فرانسسكو ألفارز دي توليدو، الذي قام بجولة واسعة لفحص المستعمرة.

### آخر عائلة هابسبورغ الإسبان (1643-1713)

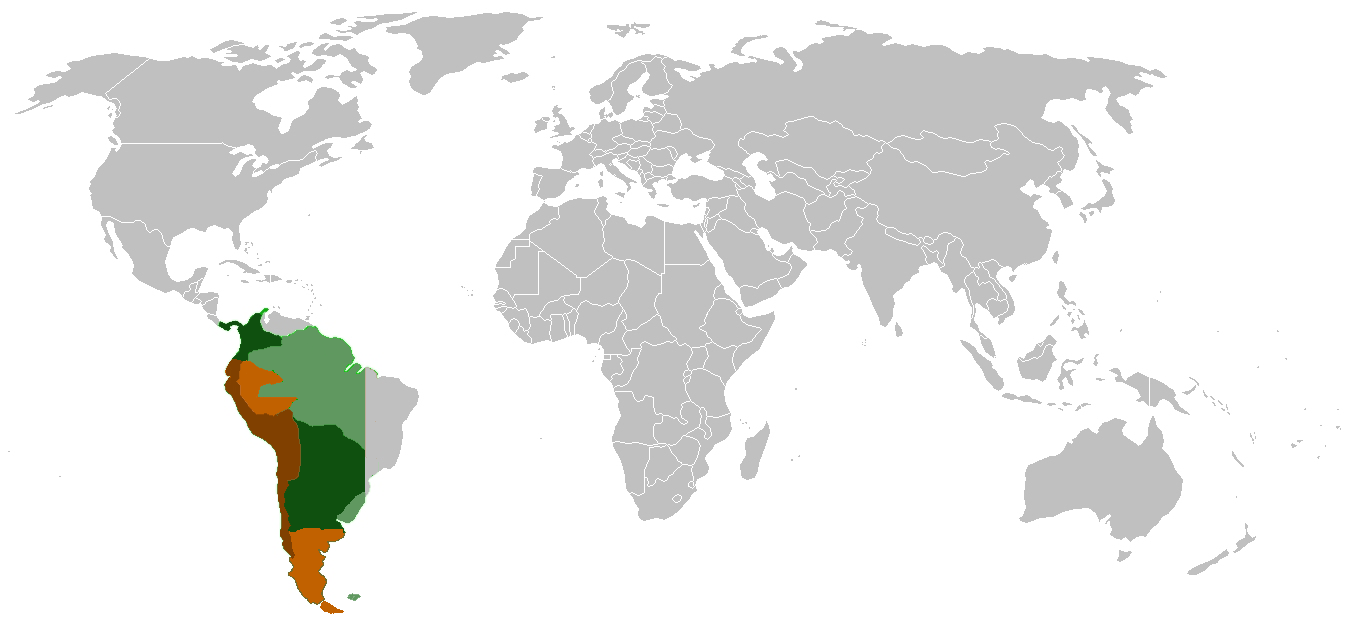
المنطقة المستعمرة في أقصى امتداد لها حوالي 1650 (أخضر غامق) و النيابة الملكية في 1816 (بني غامق)

وجب على نواب الملك حماية ساحل المحيط الهادي من التهريب الفرنسي والقراصنة الإنجليز والهولنديين. لذا، فقد نشروا القوات البحرية، وحصنوا موانئ فالديفيا وفالبارايسو وأريكا وكالاو وبنوا أسوارًا حول مدن ليما (1686) وتروخيو (1686-1687). ورغم ذلك، استولى الجندي الإنجليزي الشهير هنري مورغان على قرية شاغريس ونهب مدينة بنما في أوائل عام 1670. صدت القوات البيرونية هجمات إدوارد ديفيد (1684 و1686)، وتشارلز واغر وتوماس كولب (1708). سمحت معاهدة أوترخت للسلام للبريطانيين بإرسال السفن والبضائع إلى السوق في بورتوبيللو. كانت الثورات شائعة في هذه الفترة. حوالي عام 1656، تُوج بيدرو بوركيز نفسه إمبراطورًا على هنود كالشاكي، محرضًا السكان الأصليين على التمرد. من عام 1665 حتى 1668، ثار مالكا المناجم الغنيين خوسيه وغاسبار سالسيدو ضد الحكومة الاستعمارية. عارض رجال الدين تعيين الأساقفة من إسبانيا. اضطر نائب الملك دييغو لادرون دي غيفارا لاتخاذ تدابير ضد انتفاضة العبيد في بلدة هواتشيبا دي ليما. كانت هناك زلازل فظيعة بين عامي (1655، 1687) وأوبئة أيضًا.

### إصلاحات البوربون (1713-1806)

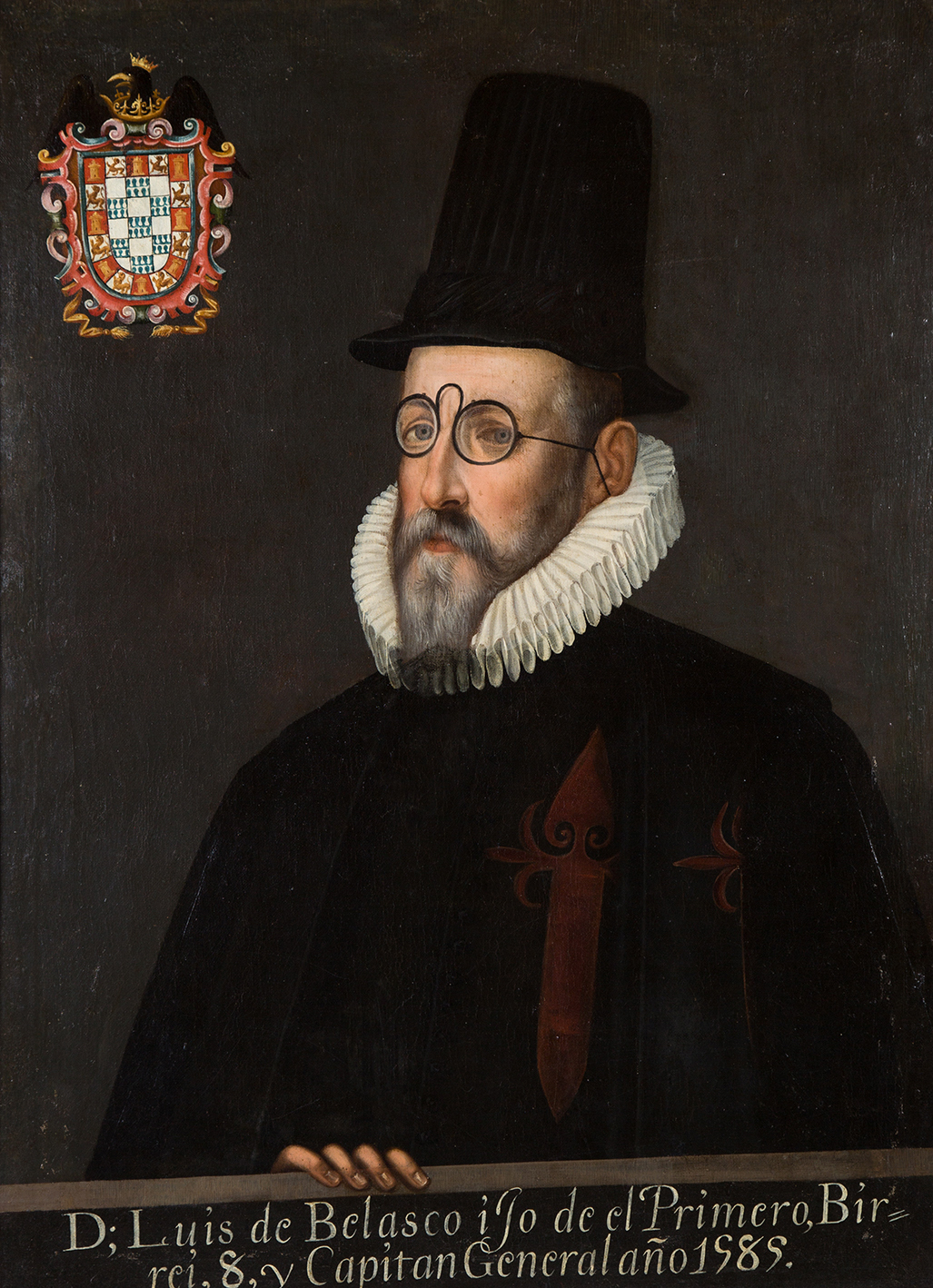
مركيز ساليناس ديل ريو بيسويرغا ، نائب الملك الثامن في بيرو

في عام 1717، تأسست النيابة الملكية على غرناطة الجديدة في المناطق الشمالية، وأودينسيات بوغوتا وكيتو وبنما. استمرت هذه النيابة الملكية في البداية فقط حتى عام 1724، ولكن أُعيد تأسيسها بشكل دائم عام 1740. مع تأسيس النيابة الملكية على ريو دي لا بلاتا في المناطق الجنوبية التي أصبحت الآن الأرجنتين وبوليفيا والباراغواي والأوروغواي عام 1776، وبوليفيا والباراغواي والاوروغواي عام 1776، سقطت أودينسيات شاركاس وبوينس آيرس بالمثل. استُبدلت معاهدة تورديسيلاس التي استمرت 256 عامًا بمعاهدة مدريد لعام 1750 التي منحت البرتغال السيطرة على الأراضي التي احتلتها في أمريكا الجنوبية في القرون المتخللة. أدى هذا الاحتلال البرتغالي إلى اندلاع حرب غواراني عام 1756. سُميت ولاية أمازون على اسم نهر الأمازون، وكانت في السابق جزءًا من النيابة الملكية الإسبانية في البيرو، وهي منطقة تُسمى غيانا الإسبانية. استوطنها البرتغاليون في أوائل القرن الثامن عشر ودُمجت مع الإمبراطورية البرتغالية بعد معاهدة مدريد عام 1750، ثم أصبحت دولة جمهورية البرازيل عام 1889.